# Champlay
Champlay – miejscowość i gmina we Francji, w regionie Burgundia-Franche-Comté, w departamencie Yonne.
Według danych na rok 1990 gminę zamieszkiwało 675 osób, a gęstość zaludnienia wynosiła 32 osoby/km² (wśród 2044 gmin Burgundii Champlay plasuje się na 353. miejscu pod względem liczby ludności, natomiast pod względem powierzchni na miejscu 410.).